# TLS 종료 프록시

HTTPS 트래픽이 프록시 서버에 의해 복호화되어 사설망 내의 웹 서비스로 포워딩된다.

TLS 종료 프록시(TLS termination proxy)는 클라이언트와 서버 애플리케이션 사이에서 중간점으로 작동하면서 통신을 암호화, 복호화하여 TLS 또는 DTLS 터널을 종료하거나 구성하는 데 쓰이는 프록시 서버이다. SSL 종료 프록시(SSL termination proxy), SSL 오프로딩(SSL offloading)으로도 불린다. 이는 터널을 종료하지 않고 클라이언트와 서버 간의 암호화된 TLS 또는 DTLS 트래픽을 포워딩하는 TLS 패스스루 프록시(TLS pass-through proxy)와는 구별된다.

## 같이 보기
- 프록시 서버
- 리버스 프록시